# NGC 2715
NGC 2715 (również PGC 25676 lub UGC 4759) – galaktyka spiralna z poprzeczką (SBc), znajdująca się w gwiazdozbiorze Żyrafy. Odkrył ją Alphonse Borrelly w 1871 roku.
W galaktyce tej zaobserwowano supernową SN 1987M.